# 아키마촌
아키마촌(일본어: 秋間村)은 일본 군마현 우스이군에 설치되었던 촌이다.